# UTC+8:00
UTC+8 — часовой пояс для:
- Иркутское время
- Китайское стандартное время
  - Гонконгское время
  - Тайваньское время
- Малайзийское стандартное время
- Сингапурское стандартное время
- Филиппинское стандартное время

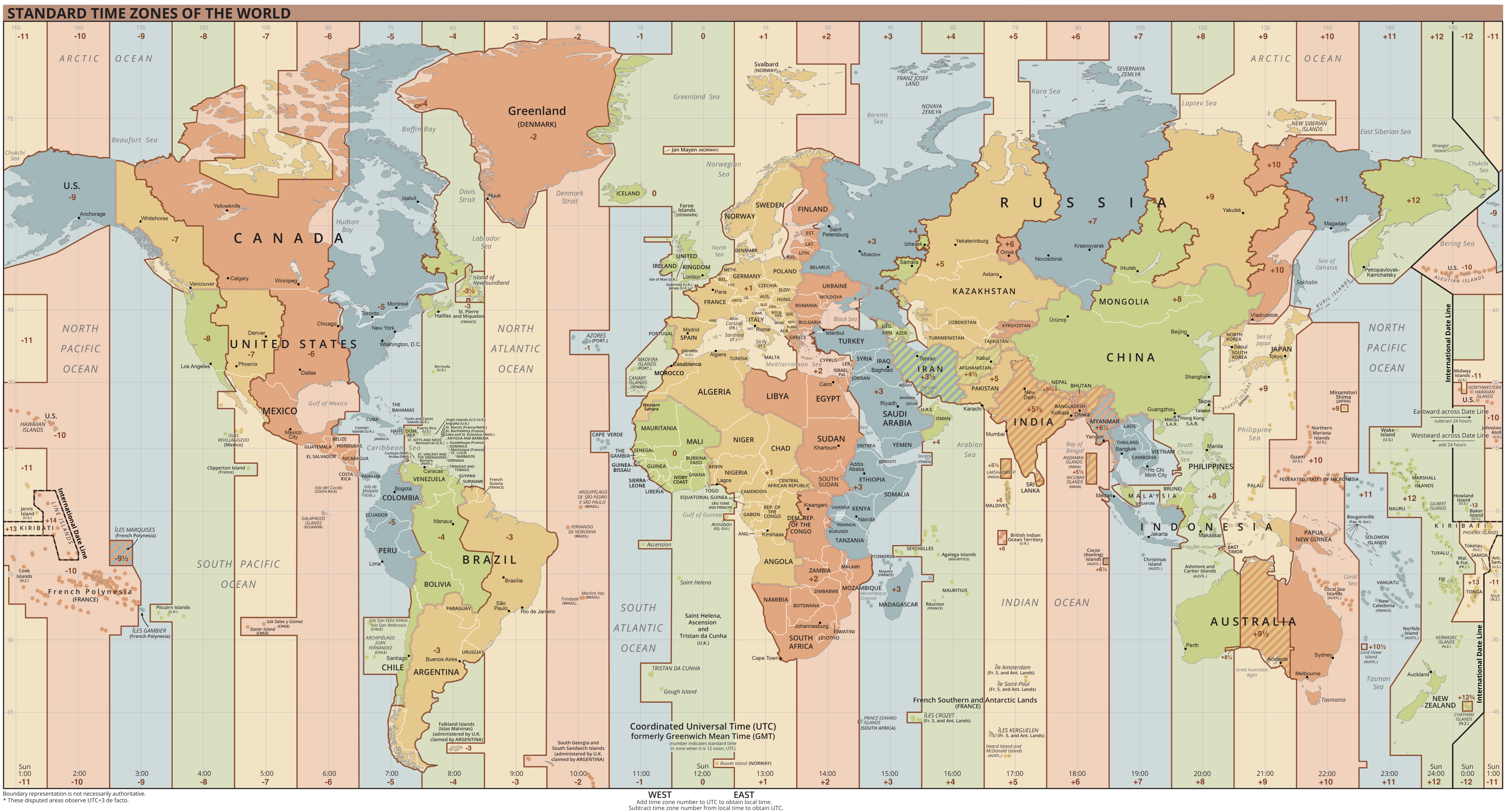
UTC+8 на карте часовых поясов мира обозначен
бледно-зелёным цветом, с учётом де-факто контролируемых оккупированных территорий

- Австралийское западное стандартное время

## Круглый год
- Россия (часть):
  - Иркутское время
    -  Иркутская область
    -  Бурятия
- Австралия (часть: AWST — Австралийское западное стандартное время)
  - Западная Австралия (бо́льшая часть штата, кроме крайнего юго-востока)
- Малайзия
- Сингапур
- Филиппины
- Бруней
- Китай, включая материковый Китай, Сянган (Гонконг) и Аомынь (Макао)
- Китайская Республика
- Индонезия (центральная часть страны)
  - Калимантан (часть):
    - Восточный Калимантан
    - Южный Калимантан

  - Сулавеси (весь):
    - Западное Сулавеси
    - Северное Сулавеси
    - Центральное Сулавеси
    - Южное Сулавеси
    - Юго-Восточное Сулавеси
    - Горонтало

  - Малые Зондские острова (все):
    - Бали
    - Западные Малые Зондские острова
    - Восточные Малые Зондские острова
- Монголия (бо́льшая (центральная и восточная) часть страны)